# Čenkov u Bechyně
Čenkov u Bechyně, bis 1960 Čenkov (deutsch Čenkow, 1939–1945 Tschenkau und Tschenkow), ist eine Gemeinde in Tschechien. Sie liegt sechs Kilometer östlich von Týn nad Vltavou in Südböhmen und gehört zum Okres České Budějovice.

## Geographie

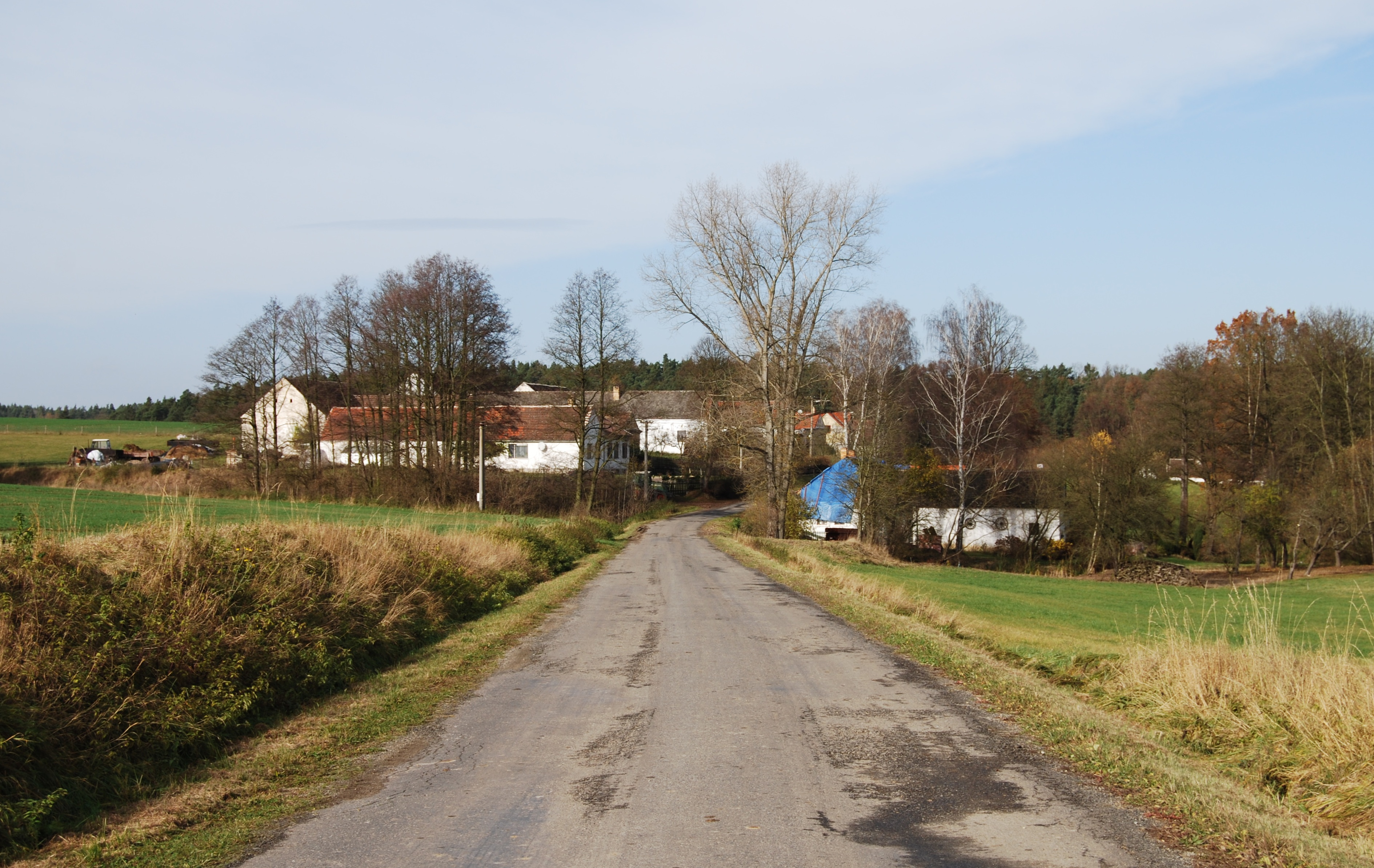
Ortsansicht

Čenkov u Bechyně befindet sich am linken Ufer des Baches Židova strouha in der Lischauer Schwelle. Gegen Süden liegt der Teich Bečický rybník.
Nachbarorte sind Malý Čenkov und Březnice im Norden, Havlice und Záhoří im Nordosten, Markovna, U Ryndů, Kozelka und Zálší im Osten, Mažice, Korákovská Hájovna, Krakovčice und Hrušov im Südosten, Cihelna, Žimutice, Bečice und Hvížďalka im Süden, Dobšice, Branovice und Předčice im Südwesten, Smilovice und Velký Depot im Westen sowie Jarošovice, Širočiny und Netěchovice im Nordwesten.

## Geschichte
Die erste schriftliche Erwähnung von Černkov erfolgte im Jahre 1412. Südlich davon bestand rechtsseitig der Židova strouha mit dem 1437 erstmals nachweisbaren Černkovec eine weitere Ansiedlung, die mit den heutigen Häusern Nr. 1 und 2 im ehemaligen Bečicer Anteil lokalisierbar ist. Beide Ortschaften waren unterschiedlichen Herrschaften untertänig; Černkov war zusammen mit Březnice der Burg Dobronice untertänig, Černkovec gehörte als Teil von Bečice zur bischöflichen Herrschaft Thein. Im Jahre 1461 erwarben die Čabelický von Soutice die Herrschaft Thein als Pfandbesitz. Diese brachten 1543 auch Črnkov in ihren Besitz. Im Jahre 1623 wurde das Dorf erstmals als Čenkov bezeichnet. Während des Dreißigjährigen Krieges wurde das Dorf gänzlich niedergebrannt und verödete. 1648 bestand Čenkov nur noch aus einer Chaluppe (Baštovská) und fünf Grundstücken. Fünfzig Jahre später wurde das Dorf noch immer als ganz wüst bezeichnet, jedoch waren zu diesem Zeitpunkt auf herrschaftlichem Grund drei neuerbaute Chaluppen hinzugekommen. In der Umgebung von Čenkov bestanden ursprünglich zwei Teiche. Nachdem im 18. Jahrhundert der Damm eines der Teiche gebrochen war, wurde er nicht mehr hergestellt und mit Bäumen bepflanzt. Der andere Teich lag an der nördlichen Katastralgrenze, am Fuße des Dammes befand sich eine Mühle. Auch 1775 wurde Čenkov als gänzlich niedergebranntes Dorf mit vier Chaluppen aufgeführt. Nach der Einführung der Hausnummern bestanden 1785 in dem Dorf 16 Häuser; davon waren 14 bewohnt und die Nr. 16 ein gemeindliches Armenhaus (pastouška). In der ersten Hälfte des 19. Jahrhunderts entstand nördlich von Čenkow eine neue Ansiedlung, die zunächst V nových chalupách, später Malý Čenkov genannt wurde. Im Jahre 1840 bestand Čenkow bzw. Unter-Čenkow aus 18 Häusern mit 130 Einwohnern. 15 der Häuser waren der Herrschaft Bechin und drei dem Gut Bzy untertänig. Abseitig lag die Mühle Strauha bzw. Na Strauze (Židova Strouha). Pfarrort war Žimutice. Bis zur Mitte des 19. Jahrhunderts blieb Čenkow immer anteilig gegenüber Bechin bzw. Bzy untertänig.
Nach der Aufhebung der Patrimonialherrschaften bestand die Teilung des Dorfes fort. Der größere nördliche Anteil, der auch Malý Čenkov umfasste, bildete ab 1850 den Ortsteil Čenkov der Gemeinde Březnice in der Bezirkshauptmannschaft Milevsko/Mühlhausen und dem Gerichtsbezirk Bechin. Den südlichen Anteil bildeten den Ortsteil Čenkov der Gemeinde Bečice in der Bezirkshauptmannschaft und dem Gerichtsbezirk Týn nad Vltavou/Moldauthein. Nachdem die Mühle Židova Strouha bei einem Hochwasser ruiniert worden war, wurde sie 150 m nördlich auf Smilovicer Flur neu errichtet. Später wurde auch dieser Teich aufgegeben. Ab 1878 wurde der Bečicer Anteil als Čenkov 1. díl und der Březnicer Anteil als Čenkov 2. díl unterschieden, jedoch wurden zu Beginn des 20. Jahrhunderts beide Teile nur Čenkov genannt. Im Jahre 1910 hatte der Bečicer Anteil zwölf tschechischsprachige Einwohner. Seit 1918 strebten die Bewohner die Bildung einer eigenen Gemeinde an. Nachdem diesbezügliche Anträge zunächst mehrmals abschlägig beschieden worden waren, wurde im November 1923 schließlich der Bildung einer Gemeinde Čenkov stattgegeben. Diese umfasste jedoch nur die 23 Häuser des ehemaligen Březnicer Anteils. Im Jahre 1927 wurde Čenkov elektrifiziert. Die Freiwillige Feuerwehr bildete sich 1929. Während der deutschen Besetzung trug die Gemeinde von 1939 bis 1945 den deutschen Namen Tschenkau, während der zu Betschitz gehörige Ortsteil als Tschenkow bezeichnet wurde. 1946 übersiedelten fünf Familien in die Grenzgebiete. Im Jahre 1948 wurde die Gemeinde nach der Aufhebung des Okres Milevsko dem Okres Týn nad Vltavou zugeordnet. 1957 erfolgte die Gründung einer landwirtschaftlichen Produktionsgenossenschaft (JZD), vier Bauern bewirtschaften ihre Felder weiterhin privat. 1960 wurde der Okres Týn nad Vltavou aufgelöst, wobei Čenkov Teil des Okres Tábor wurde und zur Unterscheidung von einer dort bestehenden gleichnamigen Gemeinde (Čenkov u Malšic) den amtlichen Namenszusatz u Bechyně erhielt. Zugleich wurde der Bečicer Anteil zusammen mit Bečice nach Žimutice eingemeindet und verlor seinen Status als Ortsteil. Zwischen 1970 und 1971 wurde die Straße nach Záhoří gebaut. 1971 wurde der Ort an den Autobusverkehr angeschlossen. Am 26. November 1971 wurde Čenkov u Bechyně wieder nach Březnice eingemeindet. 1972 entstand ein Löschwasserteich, er wurde im Jahre 2000 nach dem Versiegen des Zuflusses zugeschüttet. Nach einem Referendum löste sich Čenkov u Bechyně zum 24. November 1990 von Březnice los und bildete eine eigene Gemeinde. Die Bewohner des Bečicer Anteils entschieden sich zum selben Zeitpunkt ebenfalls für eine Loslösung von Žimutice und die Vereinigung mit Čenkov u Bechyně, so dass damit die Teilung des Orts aufhoben wurde. Die Gemeinde Čenkov u Bechyně wechselte am 1. Januar 2007 in den Okres České Budějovice. Im Jänner 2008 erfolgte eine Bereinigung der Katastralgrenze mit Bečice, bei der die zum ehemaligen Bečicer Anteil gehörigen Häuser Nr. 1 und 2 auch zum Kataster von Čenkov u Bechyně zugeordnet wurden. Der Ort besteht heute aus 21 Häusern, von denen vier lediglich als Ferienhäuser genutzt werden.

## Gemeindegliederung
Für die Gemeinde Čenkov u Bechyně sind keine Ortsteile ausgewiesen. Zu Čenkov u Bechyně gehört die Ansiedlung Malý Čenkov.

## Bevölkerungsentwicklung
| Jahr      | 1869 | 1880 | 1890 | 1900 | 1910 | 1921 | 1930 | 1950 | 1961 | 1970 | 1980 | 1991 | 2001 | 2011 | 2021 |
| --------- | ---- | ---- | ---- | ---- | ---- | ---- | ---- | ---- | ---- | ---- | ---- | ---- | ---- | ---- | ---- |
| Einwohner | 120  | 115  | 103  | 102  | 99   | 112  | 107  | 74   | 83   | 65   | 57   | 52   | 55   | 46   | 62   |

## Sehenswürdigkeiten

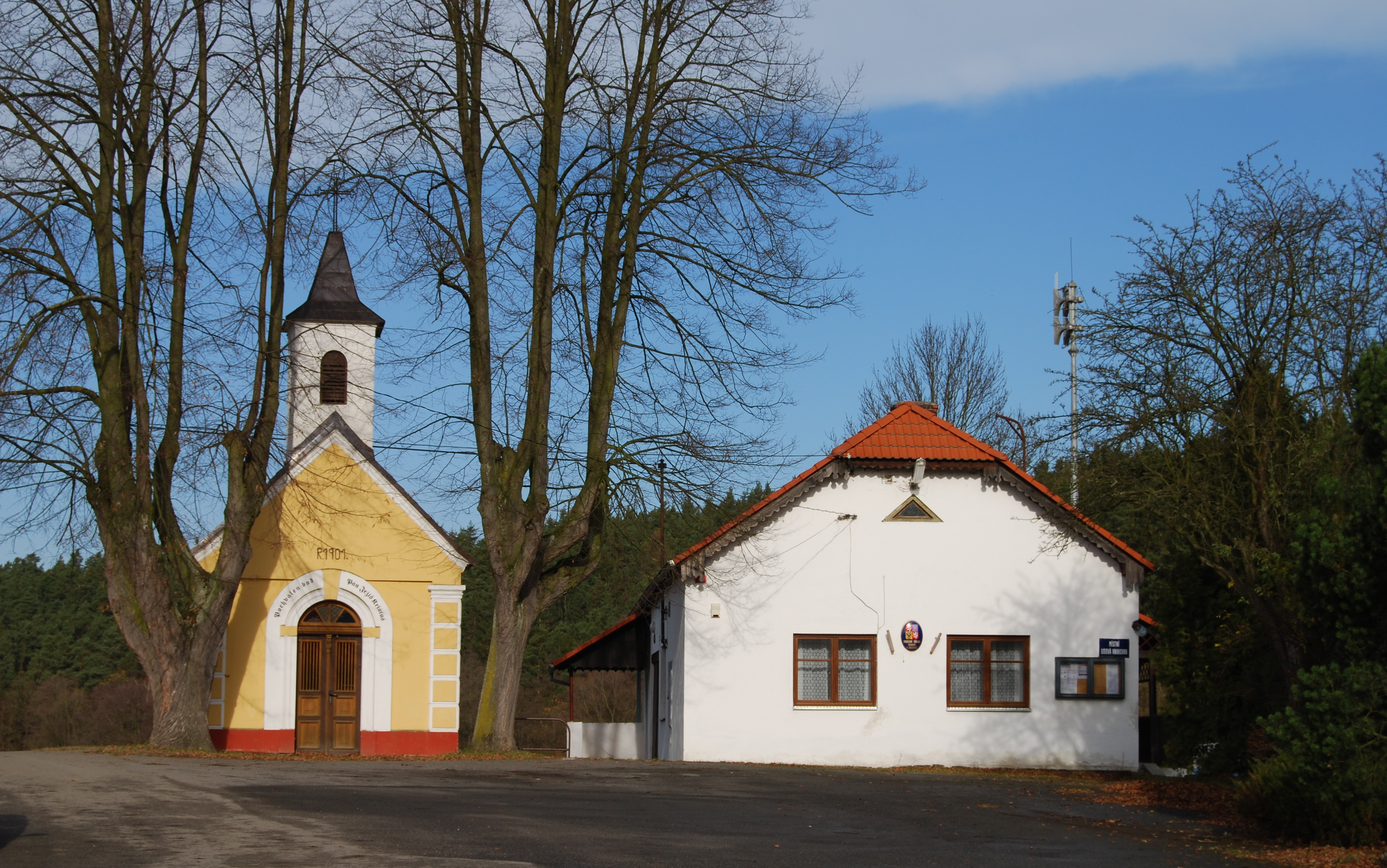
Kapelle und Gemeindeamt

- Kapelle der hl. Dreifaltigkeit am Dorfplatz, erbaut 1901. Sie wurde 1997 saniert.
- Reste des ehemaligen Artillerieübungsplatzes und des Großen Depots (Velký Depot) sowie Wäldchen mit barocker Statuengruppe Štátule zum Gedenken an die Opfer der Explosion des Pulverturmes am 21. Juni 1753, bei der 80 Artilleristen starben und 40 schwer verletzt wurden, westlich des Ortes
- Wegekreuze an der Straße nach Smilovice und am Ortsausgang am Weg nach Bečice